# Palazzo Formichini

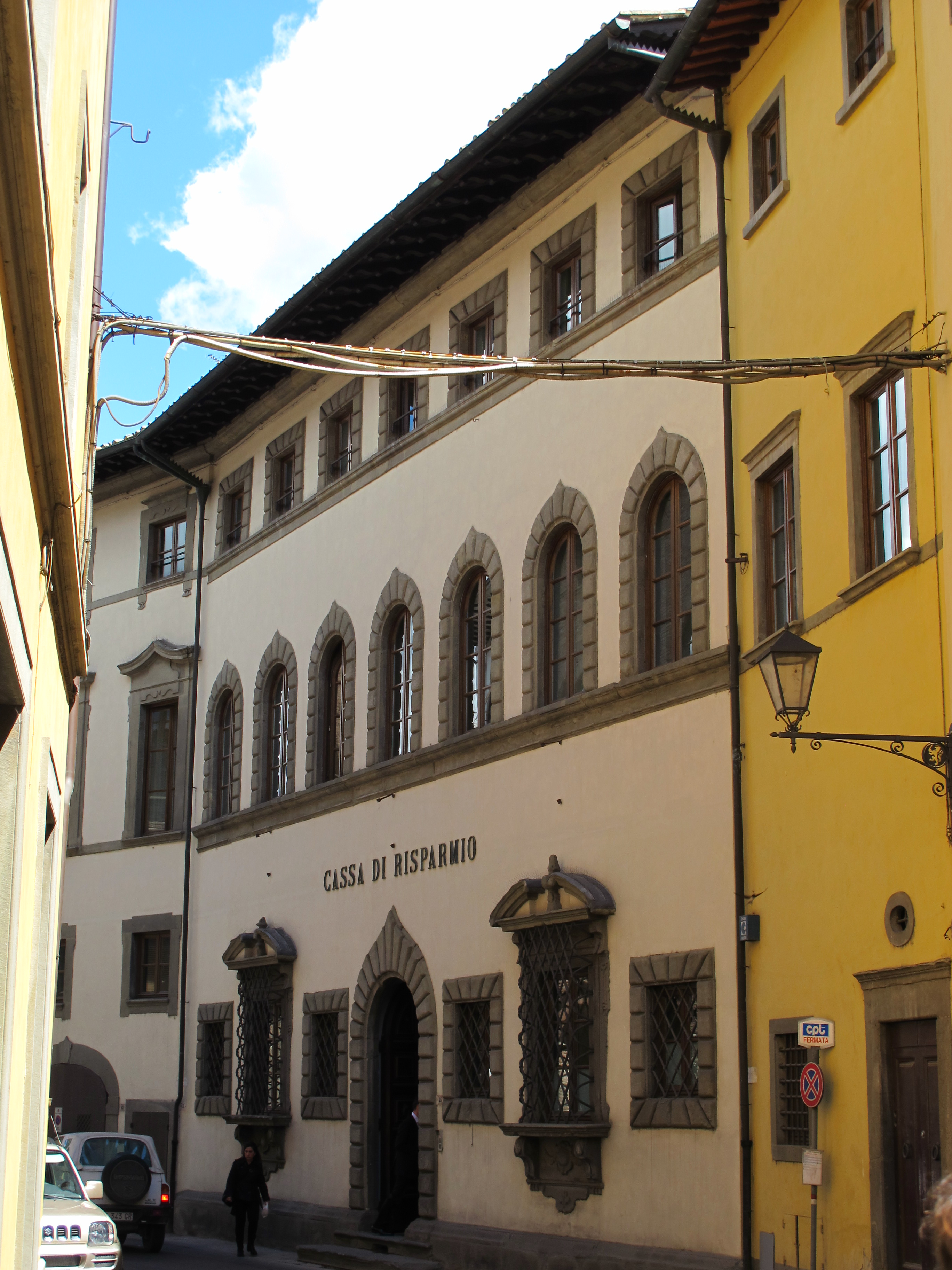
Palazzo Formichini

Palazzo Formichini, già Palazzo Buonaparte-Speziali o Palazzo Buonaparte-Franchini, è un palazzo storico di San Miniato, situato in via IV Novembre.

## Storia
Palazzo Formichini fu eretto nel XVI secolo su progetto dell'architetto fiorentino Giuliano di Baccio d'Agnolo, per conto di Vittorio di Battista Buonaparte, membro dei Buonaparte di San Miniato. Nei secoli successivi fu ristrutturato radicalmente al suo interno, lasciando tuttavia inalterata la facciata di stile rinascimentale. 
Nel XVII secolo la proprietà del palazzo passò alla famiglia Morali, e nel XIX secolo ai Conti Formichini, ai quali si deve il nome attuale del palazzo. 
Dagli anni '50 del XX secolo Palazzo Formichini ospita la sede principale della Cassa di Risparmio di San Miniato e una preziosa collezione di opere d'arte, in particolare opere pittoriche, di proprietà della banca.